# عائلة ساكلر
عائلة ساكلر (بالإنجليزية: sackler family)‏ هي عائلة أمريكية تمتلك شركة الأدوية بوردو فارما (بالإنجليزية: Purdue Pharma)‏ ثم قامت بتأسيس شركة مونديفارما فيما بعد. واجهت شركة بوردو فارما وبعض أفراد العائلة دعاوى قضائية بشأن الإفراط في وصف الأدوية الصيدلانية التي تسبب الإدمان، بما في ذلك الأوكسيكونتين. تم انتقاد شركة بوردو فارما لدورها في انتشار وباء المواد الأفيونية في الولايات المتحدة.   لقد تم وصفهم بأنهم "العائلة الأكثر شرًا في أمريكا"،     و"أسوأ تجار الأدوية في التاريخ".  
تم ذكر عائلة ساكلر في العديد من وسائل الإعلام المختلفة، بما في ذلك الفيلم الوثائقي جريمة القرن على إتش بي أو، كتاب امبراطورية الالم بقلم باتريك رادن كيف، الفيلم الوثائقي المرشح لجائزة الأوسكار لعام 2022 كل الجمال وسفك الدماء (بالإنجليزية: all the beauty and the bloodshed)‏ و في عام 2023 مسلسل نتفليكس القصير مسكن للألم (بالإنجليزية: painkiller)‏.

## تاريخ العائلة
آرثر، مورتيمر، وريموند ساكلر، الاولاد الثلاثة للمهاجرين اليهود من غاليسيا وبولندا، قد نشأوا وترعرعوا في بروكلين في الثلاثينيات. ارتاد الأشقاء الثلاثة كلية الطب وعملوا معًا في مركز كريدمور للطب النفسي في كوينز. غالبًا ما يُستشهد بهم على أنهم الرواد في تقنيات العلاج التي أنهت الممارسات الشائعة لاستئصال الفصوص الجبهية، و في عام 1952، اشترى الأخوة شركة أدوية صغيرة، بوردو فريدريك. كان ريموند ومورتيمر يديران شركة بيردو، بينما أصبح آرثر، الأخ الأكبر، رائدًا في مجال الإعلانات الطبية. ابتكر حملات تستهدف الأطباء مباشرة، وقام بتعيين أطباء بارزين ليدعموا منتجات الشركة بوردو. وباعتباره واحدًا من أبرز جامعي الأعمال الفنية في جيله، فقد تبرع أيضًا بمعظم مجموعاته للمتاحف في جميع أنحاء العالم. بعد وفاته في عام 1987، تم بيع حصته في بوردو-فريدريك إلى شقيقيه اللذين حولاها إلى بوردو فارما.
في عام 1996، قدمت شركة بوردو فارما أوكسيكونتين، وهو نسخة معاد صياغتها من الأوكسيكودون على مراحل اطلاق بطيئة. تم اختراع أوكسيكودون لأول مرة في عام 1916 وتم بيعه تحت اسم يوكودال، ولكن تم سحبه من السوق في عام 1990 بسبب مشاكل الإدمان التي يسببها.[بحاجة لمصدر]
بترويج كبير، يعتبر الأوكسيكونتين عقارًا رئيسيًا في ظهور وباء المواد الأفيونية .  ادعت إليزابيث ساكلر، ابنة آرثر ساكلر، أن فرع عائلتها لم يشارك أو يستفيد من مبيعات المخدرات. في حين أن البعض انتقد آرثر ساكلر لريادته تقنيات التسويق للترويج للمواد غير الأفيونية قبل عقود، كما قال البروفيسور إيفان غيرستمان من جامعة لويولا ماريماونت في مجلة فوربس، "إنه انعكاس سخيف للمنطق أن نقول إنه نظرًا لأن آرثر ساكلر كان رائدًا في التسويق المباشر للأطباء، فهو المسؤول عن إساءة الاستخدام الاحتيالي لهذه التقنية، والتي حدثت بعد سنوات عديدة من وفاته والتي لم يحصل منها على أي مكاسب مالية."  في عام 2018، تم نسب العديد من أفراد عائلات ريموند ومورتيمر ساكلر، ريتشارد ساكلر، وتيريزا ساكلر، وكاث ساكلر، وجوناثان ساكلر، ومورتيمر ساكلر، وبيفرلي ساكلر، وديفيد ساكلر، وإيلين ساكلر، كمتهمين في الدعاوى المرفوعة من قبل العديد من الولايات على مدى تورطهم في أزمة المواد الأفيونية. 
في عام 2012، اشترى أحد أفراد عائلة ساكلر قصر ستارجروفز، وهو منزل ريفي بالقرب من نيوبري في المملكة المتحدة، بمبلغ يزيد عن 15 مليون جنيهًا إسترلينيًا، كان المالكون السابقون للعقار في أوقات مختلفة هم ميك جاغر ورود ستيوارت.  تم إدراج العائلة لأول مرة في قائمة فوربس لأغنى العائلات في أمريكا في عام 2015.
عائلة ساكلر هي أيضًا المالكة لشركة مونديفارما، وهي شركة أدوية ذات شهرة منخفضة ولها عمليات كبيرة في الصين. ذكرت بلومبيرغ نيوز في عام 2020 أن العائلة استأجرت بنكًا استثماريًا لتحديد مشترين محتملين للشركة. يمكن أن تقدر الشركة بما يصل من 3 إلى 5 مليارات دولار.

## تبرعات للترويج لاسم العائلة
تبرعت عائلة ساكلر للمؤسسات الثقافية المختلفة، بما في ذلك متحف المتروبوليتان للفنون، والمتحف الأمريكي للتاريخ الطبيعي، ومتحف غوغنهايم.
تبرعت العائلة أيضًا للجامعات، بما في ذلك جامعة هارفارد، وجامعة ييل، وجامعة كورنيل، وجامعة أكسفورد، على الرغم من    علاقاتها القوية في عام 2023  تم تسمية كلية الطب ساكلر في جامعة تل أبيب على اسم آرثر ومورتيمر وريموند ساكلر لتبرعاتهم ولكن تمت إزالة الاسم في يونيو 2023. وبالمثل، تم تسمية معهد ساكلر لعلم الصيدلة الرئوية في كلية كينغز لندن على اسم مورتيمر وتيريزا ساكلر.  
سبق أن تبرعت عائلة ساكلر لمركز التبادل الثقافي الدولي الصيني (CICEC)، وهو منظمة واجهة تابعة لوزارة أمن الدولة الصينية. 
ساهمت عائلة ساكلر بحوالي 116 ألف دولار لحزب كونيتيكت الديمقراطي.

### غسيل السمعة
شهد اسم عائلة ساكلر، كما هو مستخدم في المؤسسات التي تبرعت لها العائلة، تدقيقًا متزايدًا في أواخر عام 2010 بشأن ارتباط العائلة بالأوكسيكونتين. وصف ديفيد كرو، الذي كتب في صحيفة فاينانشيال تايمز، اسم العائلة بأنه "ملوث" (راجع: الجهات المانحة الملوثة).  في مارس 2019، أعلن معرض اللوحات القومي ومعرض تيت أنهما لن يقبلا المزيد من التبرعات من العائلة. جاء ذلك بعد أن هددت المصورة الأمريكية نان غولدن بسحب المعرض الاستعادي المخطط لأعمالها في معرض الصور الوطني إذا قبل المعرض تبرعًا بقيمة مليون جنيه إسترليني من صندوق ساكلر. في يونيو 2019، أعلن مركز لانغون الطبي بجامعة نيويورك أنه لن يقبل بعد الآن تبرعات من عائلة ساكلر، ومنذ ذلك الحين قام بتغيير اسم معهد ساكلر للعلوم الطبية الحيوية العليا إلى معهد فيلتشيك للعلوم الطبية الحيوية العليا. في وقت لاحق من عام 2019، أعلن كل من المتحف الأمريكي للتاريخ الطبيعي، ومتحف سولومون غاغينهايم ومتحف المتروبوليتان للفنون في نيويورك، أنهم لن يقبلوا تبرعات مستقبلية من أي فرد من عائلة ساكلر الذين لهم شأن في شركة بوردو فارما. 
في 1 يوليو 2019، قادت نان غولدن، المصورة الأمريكية ومؤسسة .P.A.I.N، مجموعة صغيرة من المتظاهرين الذين رفعوا لافتة كتب عليها "أسقطوا اسم ساكلر" على خلفية الهرم الزجاجي لمتحف اللوفر.   بالنسبة الى مجلة نيويورك تايمز، كان متحف اللوفر في باريس أول متحف كبير "يمحو ارتباطه العام" باسم عائلة ساكلر. في 16 يوليو 2019، أزال المتحف اللوحة الموجودة عند مدخل المعرض حول تبرعات ساكلر المقدمة للمتحف. في جميع أنحاء المعرض، غطى الشريط الرمادي لافتات مثل جناح ساكلر، بما في ذلك لافتات مجموعة التحف الفارسية والمشرقية في متحف اللوفر، والتي تمت إزالتها في 8 أو 9 يوليو. حددت اللافتات الخاصة بالمجموعة أنها جناح ساكلر للآثار الشرقية منذ عام 1997،
أعلن متحف المتروبوليتان للفنون أنه سيزيل اسم ساكلر من صالات العرض والمواقع الأخرى داخل المتحف في ديسمبر عام 2021، تبع ذلك "مكتبة ساكلر" التابعة لمكتبة بودلي، والتي أعيدت تسميتها منذ ذلك الحين إلى مكتبة بودليان للفنون والآثار والعالم القديم.
تم وصف العمل الخيري للعائلة على أنه غسيل سمعة من الأرباح المكتسبة من بيع المواد الأفيونية.  في عام 2022، أعلن المتحف البريطاني أنه سيعيد تسمية غرف ريموند وبيفرلي ساكلر وجناح ريموند وبيفرلي ساكلر، كجزء من "تطوير المخطط الرئيسي الجديد"، وأنه "اتخذ هذا القرار معًا من خلال المناقشات التعاونية" مع مؤسسة ساكلر.